# Czesław Królikiewicz
Czesław Antoni Królikiewicz (ur. 7 listopada 1922 w Kamocinie, zm. 3 czerwca 2009 w Zgierzu) – polski rolnik i polityk, poseł na Sejm PRL IX kadencji.

## Życiorys
Syn Władysława i Antoniny z domu Roszkowskiej. Uzyskał wykształcenie podstawowe i został rolnikiem. Od 1948 prowadził własne gospodarstwo rolne. W 1969 wstąpił do Zjednoczonego Stronnictwa Ludowego. Był prezesem Gminnego Komitetu ZSL, członkiem prezydium Wojewódzkiego Komitetu ZSL i członkiem Naczelnego Komitetu ZSL. Działacz Związku Rolników, Kółek i Organizacji Rolniczych. Radny Gminnej Rady Narodowej. W latach 1985–1989 pełnił mandat posła na Sejm PRL IX kadencji w okręgu Piotrków Trybunalski z ramienia ZSL, zasiadając w Komisji Przemysłu.